# Morti il 29 luglio
| Questa pagina contiene informazioni ricavate automaticamente dalle voci biografiche con l'ausilio del template Bio e di un bot. L'aggiornamento è periodico e automatico e ricostruisce completamente la pagina. Se manca una persona in questa lista, sei pregato di non aggiungerla, ma accertati piuttosto che la sua voce biografica contenga il template Bio e che i dati anagrafici siano correttamente compilati. Se il template Bio manca, inseriscilo tu stesso o, in alternativa, metti l'avviso {{tmp\|Bio}} che ne segnala la mancanza. Se i dati riportati sono sbagliati, correggi direttamente la voce biografica; le modifiche saranno visibili in questa lista entro pochi giorni. Per chiarimenti vedi il progetto biografie. La lista contiene solo le 457 persone che sono citate nell'enciclopedia e per le quali è stato implementato correttamente il template Bio. Pagina aggiornata al 1 ago 2025. |

## III secolo(2)
- 238 - Balbino, imperatore romano (n. 178)
- 238 - Pupieno, imperatore romano

## VIII secolo(1)
- 796 - Offa di Mercia, sovrano anglosassone

## XI secolo(5)
- 1030 - Olaf II di Norvegia, santo norvegese (n. 995)
- 1032 - Matilde di Svevia, nobile
- 1060 - Enrico I di Lotaringia, nobile tedesco (n. 1000)
- 1095 - Ladislao I d'Ungheria, re ungherese (n. 1040)
- 1099 - Papa Urbano II, papa, vescovo cattolico e cardinale francese

## XII secolo(4)
- 1108 - Filippo I di Francia, re (n. 1052)
- 1162 - Ghigo V d'Albon, nobile francese
- 1189 - Maud di Gloucester, nobile britannica
- 1191 - Sohravardi, filosofo e mistico persiano (n. 1155)

## XIII secolo(1)
- 1236 - Ingeburge di Danimarca, regina

## XIV secolo(3)
- 1328 - Gerardo VI di Jülich, conte
- 1389 - Niccolò Caracciolo Moschino, cardinale italiano
- 1396 - Bartolomeo Mezzavacca, cardinale e vescovo cattolico italiano

## XV secolo(2)
- 1412 - Pietro di Navarra, principe (n. 1366)
- 1450 - Heidenreich Vincke von Overberg

## XVI secolo(10)
- 1504 - Thomas Stanley, I conte di Derby, nobile britannico (n. 1435)
- 1507 - Martin Behaim, navigatore, cartografo e astronomo tedesco (n. 1459)
- 1548 - Gabriele di Saluzzo, abate e marchese italiano (n. 1501)
- 1568 - Cesare Guasco, nobile e condottiero italiano
- 1572 - Antonio Faraone, vescovo cattolico italiano
- 1573 - John Caius, medico inglese (n. 1510)
- 1573 - Ruy Gómez de Silva, nobile portoghese (n. 1516)
- 1579 - Benedetto Lomellini, cardinale e vescovo cattolico italiano (n. 1517)
- 1589 - Anna Maria del Palatinato-Simmern, nobile tedesca (n. 1561)
- 1600 - Adolfo di Schwarzenberg, militare e nobile austriaco (n. 1551)

## XVII secolo(13)
- 1602 - Teotonio di Braganza, arcivescovo cattolico portoghese (n. 1530)
- 1609 - Ludovico Agostini, letterato italiano (n. 1536)
- 1616 - Tāng Xiǎnzǔ, poeta, drammaturgo e saggista cinese (n. 1550)
- 1628 - Muzio Pansa, medico e letterato italiano (n. 1565)
- 1632 - Samuel Ampzing, pastore protestante e poeta olandese (n. 1590)
- 1644 - Jirjis Omaira El Douaihy, patriarca cattolico libanese (n. 1570)
- 1644 - Papa Urbano VIII, papa, vescovo cattolico e cardinale italiano (n. 1568)
- 1647 - François Ryckhals, pittore e disegnatore olandese (n. 1609)
- 1656 - Andrea Falconieri, musicista, cantante e compositore italiano
- 1661 - Valeriano Magni, religioso, diplomatico e filosofo italiano (n. 1587)
- 1669 - Giosia II di Waldeck-Wildungen, militare e nobile tedesco (n. 1636)
- 1694 - Solimano di Persia, persiano (n. 1648)
- 1698 - Bartolomeo Gradenigo, vescovo cattolico italiano (n. 1636)

## XVIII secolo(18)
- 1703 - Francesco Marucelli, abate e bibliografo italiano (n. 1625)
- 1718 - Giuseppe Fernandez de Medrano, nobile, giurista e magistrato italiano (n. 1651)
- 1732 - Luisa di Anhalt-Dessau, principessa (n. 1709)
- 1735 - Sofia Luisa di Meclemburgo-Schwerin, regina (n. 1685)
- 1736 - Giuseppe Olgiati, vescovo cattolico italiano (n. 1660)
- 1752 - Giovanni Battista Maini, scultore italiano (n. 1690)
- 1752 - Peter Warren, ammiraglio e politico irlandese (n. 1703)
- 1760 - Stefano Orlandi, pittore italiano (n. 1681)
- 1760 - Heinrich von Podewils, politico prussiano (n. 1696)
- 1762 - Françoise-Louise de Warens, nobile svizzera (n. 1699)
- 1771 - Robert Wallace, religioso e economista scozzese (n. 1697)
- 1776 - Charles François Hutin, pittore, incisore e scultore francese (n. 1715)
- 1778 - Luigi di Salm-Salm, nobile tedesco (n. 1721)
- 1786 - Giambattista Roberti, scrittore e poeta italiano (n. 1719)
- 1792 - Orazio Albani, II principe di Soriano nel Cimino, nobile italiano (n. 1717)
- 1792 - René Nicolas de Maupeou, magistrato e politico francese (n. 1714)
- 1794 - Charles-Antoine-Nicolas Ancel, presbitero francese (n. 1763)
- 1799 - Le Blanc de Guillet, drammaturgo e giornalista francese (n. 1730)

## XIX secolo(58)
- 1811 - William Cavendish, V duca di Devonshire, nobile e politico inglese (n. 1748)
- 1812 - José de Mazarredo Salazar Muñatones y Gortázar, ammiraglio spagnolo (n. 1745)
- 1813 - Jean-Andoche Junot, generale e nobile francese (n. 1771)
- 1822 - Angelo d'Ambrosio, generale italiano (n. 1774)
- 1829 - Vincenzo Maria Mossi, arcivescovo cattolico italiano (n. 1742)
- 1833 - William Wilberforce, politico inglese (n. 1759)
- 1835 - Jean Jacques Antoine Caussin de Perceval, orientalista e linguista francese (n. 1759)
- 1839 - Gaspard de Prony, ingegnere, matematico e musicologo francese (n. 1775)
- 1841 - Armand Lévy, mineralogista francese (n. 1795)
- 1841 - Federica di Meclemburgo-Strelitz, principessa tedesca (n. 1778)
- 1843 - Domenico Reina, tenore svizzero (n. 1796)
- 1844 - Franz Xaver Wolfgang Mozart, compositore, pianista e direttore d'orchestra austriaco (n. 1791)
- 1845 - François Joseph Bosio, scultore monegasco (n. 1768)
- 1851 - Emmanuel Dupaty, giornalista, drammaturgo e librettista francese (n. 1775)
- 1852 - John Wentworth Loring, ammiraglio britannico (n. 1775)
- 1855 - Friedrich Daniel Bassermann, politico tedesco (n. 1811)
- 1856 - Michel Félix Dunal, docente, botanico e micologo francese (n. 1789)
- 1856 - Robert Schumann, compositore, pianista e critico musicale tedesco (n. 1810)
- 1857 - Carlo Luciano Bonaparte, nobile, naturalista e ornitologo francese (n. 1803)
- 1857 - Hugh Pigot, ammiraglio britannico (n. 1775)
- 1857 - Thomas Jefferson Rusk, politico statunitense (n. 1803)
- 1857 - Vitório Maria de Sousa Coutinho, politico e militare portoghese (n. 1790)
- 1858 - Alpheus P. Hodges, politico statunitense (n. 1821)
- 1859 - Léon-Lévy Brunswick, commediografo e librettista francese (n. 1805)
- 1859 - Auguste Mathieu Panseron, compositore e insegnante francese (n. 1796)
- 1861 - Richard Temple-Nugent-Brydges-Chandos-Grenville, II duca di Buckingham e Chandos, politico britannico (n. 1797)
- 1866 - Michail Nikolaevič Lermontov, ammiraglio russo (n. 1792)
- 1866 - Madame Clicquot Ponsardin, imprenditrice francese (n. 1777)
- 1868 - John Elliotson, medico e chirurgo inglese (n. 1791)
- 1868 - Albrecht Theodor Middeldorpf, chirurgo tedesco (n. 1824)
- 1870 - James Baker Payne, pittore inglese (n. 1800)
- 1878 - Paolo Santinelli, fantino italiano (n. 1838)
- 1878 - Cristoforo Tomati, politico italiano (n. 1810)
- 1879 - Silvestro Gherardi, fisico e storico della scienza italiano (n. 1802)
- 1881 - Hieronymus Ferdinand Rudolf von Colloredo-Mansfeld, politico e nobile austriaco (n. 1842)
- 1882 - Angelo Lipari, patriota e prefetto italiano (n. 1825)
- 1883 - Jean Pellé, generale francese (n. 1812)
- 1884 - Gustave Le Gray, fotografo francese (n. 1820)
- 1884 - Salvatore Muzzi, scrittore e giornalista italiano (n. 1807)
- 1885 - Henri Milne-Edwards, zoologo francese (n. 1800)
- 1885 - Victor Prosch, medico, veterinario e biologo danese (n. 1820)
- 1886 - Francesco Berlan, storico, letterato e patriota italiano (n. 1821)
- 1887 - Agostino Depretis, politico italiano (n. 1813)
- 1889 - Ignazio Affanni, pittore italiano (n. 1828)
- 1889 - Jean de Witte, archeologo, epigrafista e numismatico belga (n. 1808)
- 1890 - Paul Barbe, imprenditore e politico francese (n. 1836)
- 1890 - Ippolito Gamba Ghiselli, patriota, nobile e politico italiano (n. 1806)
- 1890 - Vincent van Gogh, pittore olandese (n. 1853)
- 1892 - Horatio Nelson White, architetto statunitense (n. 1814)
- 1894 - Guglielmo Francesco d'Asburgo-Teschen, nobile austriaco (n. 1827)
- 1894 - Louis Martin, francese (n. 1823)
- 1895 - Joseph Derenbourg, storico, orientalista e traduttore tedesco (n. 1811)
- 1896 - Bernardo Tanlongo, banchiere italiano (n. 1820)
- 1898 - John Newlands, chimico inglese (n. 1838)
- 1898 - Rafael Romero de Torres, pittore e illustratore spagnolo (n. 1865)
- 1899 - Abele Mancini, storico e poeta italiano (n. 1846)
- 1900 - Sigbjørn Obstfelder, poeta norvegese (n. 1866)
- 1900 - Umberto I di Savoia, sovrano italiano (n. 1844)

## XX secolo(226)
- 1901 - Antonina Ivanovna Abarinova, mezzosoprano, contralto e attrice teatrale russa (n. 1842)
- 1906 - Guido Calvi, fotografo italiano (n. 1827)
- 1906 - Alexandre Luigini, compositore e direttore d'orchestra francese (n. 1850)
- 1907 - Michele Basile, patriota e scrittore italiano (n. 1832)
- 1908 - Paul Grohmann, alpinista austriaco (n. 1838)
- 1913 - Tobias Michael Carel Asser, giurista olandese (n. 1838)
- 1916 - Emilio Baumann, allenatore di ginnastica italiano (n. 1843)
- 1917 - Ivan Kolev, generale bulgaro (n. 1863)
- 1918 - Charles Gordon Bell, aviatore britannico (n. 1889)
- 1919 - George Adolphus Storey, pittore e illustratore inglese (n. 1834)
- 1920 - Pëtr Badmaev, medico russo (n. 1850)
- 1920 - Paul Kleinert, teologo tedesco (n. 1837)
- 1921 - Félix Arenas Gaspar, ufficiale spagnolo (n. 1891)
- 1921 - Adolfo Rossi, giornalista, scrittore e diplomatico italiano (n. 1857)
- 1924 - Sōtīrios Krokidas, politico greco (n. 1852)
- 1926 - Albert Houtin, religioso e teologo francese (n. 1867)
- 1926 - Ella Adaïewsky, compositrice e musicologa russa (n. 1846)
- 1927 - Medeni Mehmet Nuri, turco (n. 1859)
- 1927 - Freddie Welsh, pugile britannico (n. 1886)
- 1930 - Louis Baralis, scultore francese (n. 1862)
- 1930 - Silvio Berti, politico e avvocato italiano (n. 1856)
- 1930 - Alexander von Fielitz, insegnante, direttore d'orchestra e compositore tedesco (n. 1860)
- 1931 - Hugó Hoch, schermidore ungherese (n. 1868)
- 1932 - Carlo Santucci, avvocato e politico italiano (n. 1849)
- 1933 - Gerhard Schjelderup, compositore, scrittore e docente norvegese (n. 1859)
- 1935 - Ignazio La Russa, avvocato, nobile e politico italiano (n. 1869)
- 1935 - François Denys Légitime, generale e politico haitiano (n. 1841)
- 1936 - Umberto Degli Esposti, militare e aviatore italiano (n. 1908)
- 1936 - Abuna Petros, vescovo cristiano orientale etiope (n. 1892)
- 1936 - Pablo Riccheri, militare argentino (n. 1859)
- 1937 - Georgij Danilov, linguista e africanista sovietico (n. 1897)
- 1938 - Pavel Efimovič Dybenko, rivoluzionario, politico e generale sovietico (n. 1889)
- 1938 - Jakov Arkad'evič Jakovlev, politico sovietico (n. 1896)
- 1938 - Vil'gel'm Knorin, rivoluzionario, politico e storico sovietico (n. 1890)
- 1938 - Nikolaj Vasil'evič Krylenko, giurista sovietico (n. 1885)
- 1938 - Osip Pjatnickij, rivoluzionario e politico sovietico (n. 1882)
- 1938 - Jan Rudzutak, rivoluzionario, politico e sindacalista sovietico (n. 1887)
- 1938 - Matvej Ivanovič Skobelev, rivoluzionario e politico russo (n. 1885)
- 1940 - Enrico Ducci, matematico italiano (n. 1864)
- 1941 - Erminia Borghi-Mamo, soprano italiano (n. 1855)
- 1941 - Charles Murray, attore e regista statunitense (n. 1872)
- 1941 - James Stephenson, attore britannico (n. 1889)
- 1941 - Laurenz Matthias Vincenz, vescovo cattolico svizzero (n. 1874)
- 1942 - Wojciech Kossak, pittore polacco (n. 1856)
- 1942 - Nicolino Latella, calciatore italiano (n. 1902)
- 1943 - Joseph Nicholas Dinand, vescovo cattolico e missionario statunitense (n. 1869)
- 1943 - Maria Gay, mezzosoprano spagnolo (n. 1876)
- 1943 - Nasir ul-Mulk, principe indiano (n. 1897)
- 1943 - Pedro Peña, diplomatico e politico paraguaiano (n. 1864)
- 1944 - Mario Cassurino, partigiano italiano (n. 1924)
- 1944 - Silvano Fedi, partigiano, anarchico e antifascista italiano (n. 1920)
- 1944 - Balilla Grillotti, partigiano italiano (n. 1902)
- 1944 - Edmund Lawrence, attore teatrale e regista cinematografico statunitense (n. 1881)
- 1944 - Emil Lohbeck, cestista tedesco (n. 1905)
- 1944 - Giacinto Rizzolio, partigiano e militare italiano (n. 1919)
- 1944 - Pietro Tabor, calciatore italiano (n. 1919)
- 1945 - Samuel Mqhayi, scrittore e poeta sudafricano (n. 1875)
- 1946 - Emily Thorn Vanderbilt, filantropa statunitense (n. 1852)
- 1947 - Grantley Goulding, ostacolista britannico (n. 1874)
- 1947 - Avshalom Haviv, israeliano (n. 1926)
- 1947 - Meir Nakar, israeliano (n. 1926)
- 1947 - Yaakov Weiss, attivista cecoslovacco (n. 1924)
- 1948 - Ruth Neudeck, militare tedesca (n. 1920)
- 1949 - Harry Chambers, calciatore inglese (n. 1896)
- 1949 - Latino Galasso, canottiere italiano (n. 1898)
- 1949 - Guglielmo Sabatini, giurista italiano (n. 1877)
- 1949 - Emilia Varini, attrice e insegnante italiana (n. 1867)
- 1950 - Joe Fry, pilota automobilistico britannico (n. 1915)
- 1950 - Giovanni Gasparoli, politico italiano (n. 1897)
- 1951 - Walt Brown, pilota automobilistico statunitense (n. 1911)
- 1951 - Cecil Green, pilota automobilistico statunitense (n. 1919)
- 1951 - Ali Sami Yen, allenatore di calcio e calciatore turco (n. 1886)
- 1951 - Arnold Watson Hutton, calciatore argentino (n. 1886)
- 1952 - Charles Albert Williams, allenatore di calcio e calciatore inglese (n. 1873)
- 1953 - Enrique Granados Gal, pallanuotista spagnolo (n. 1898)
- 1953 - Georges Parcheminey, neurologo e psicoanalista francese (n. 1888)
- 1954 - Katharine Blunt, chimica e nutrizionista statunitense (n. 1876)
- 1954 - Franz Josef Popp, ingegnere e manager austriaco (n. 1886)
- 1956 - Ludwig Klages, filosofo tedesco (n. 1872)
- 1957 - Ricardo Rojas, scrittore, drammaturgo e storico argentino (n. 1882)
- 1958 - Giordano Corsi, allenatore di calcio e calciatore italiano (n. 1908)
- 1958 - Vera Fokina, ballerina russa (n. 1886)
- 1958 - Achille Gama, calciatore, arbitro di calcio e allenatore di calcio italiano (n. 1892)
- 1959 - Anselmo Catalán, abate spagnolo (n. 1878)
- 1959 - Tsutsumi Fusaki, generale giapponese (n. 1890)
- 1959 - Raffaello Silvestrini, medico italiano (n. 1868)
- 1959 - Margaret Tarrant, artista inglese (n. 1888)
- 1959 - Rafael Heliodoro Valle, giornalista, diplomatico e storico honduregno (n. 1891)
- 1960 - Jack E. Cox, direttore della fotografia britannico (n. 1896)
- 1960 - Eduard Duriaux, calciatore svizzero (n. 1890)
- 1960 - Michael Fiaschetti, poliziotto statunitense (n. 1886)
- 1960 - Hasan Saka, politico turco (n. 1886)
- 1960 - Maurizio Tempestini, designer italiano (n. 1908)
- 1961 - Paul Deman, ciclista su strada belga (n. 1889)
- 1961 - Harry O. Hoyt, sceneggiatore e regista statunitense (n. 1885)
- 1962 - Gabriel Acacius Coussa, cardinale e arcivescovo cattolico siriano (n. 1897)
- 1962 - Leonardo De Lorenzo, flautista italiano (n. 1875)
- 1962 - Ronald Fisher, statistico, matematico e biologo britannico (n. 1890)
- 1963 - Federico Caudana, organista, direttore di coro e compositore italiano (n. 1878)
- 1964 - Wanda Wasilewska, politica e scrittrice polacca (n. 1905)
- 1965 - Harvey Cohn, mezzofondista e siepista statunitense (n. 1884)
- 1965 - Jeanne Froment-Meurice, golfista francese (n. 1878)
- 1965 - Bob King, altista statunitense (n. 1906)
- 1966 - Johnson Aguiyi-Ironsi, politico e generale nigeriano (n. 1924)
- 1966 - Edward Gordon Craig, attore teatrale, scenografo e regista teatrale britannico (n. 1872)
- 1967 - Nanni Bertorelli, attore italiano (n. 1940)
- 1967 - Luigi Michelotti, giornalista italiano (n. 1879)
- 1967 - Angelo Paino, arcivescovo cattolico italiano (n. 1870)
- 1967 - Aleksander Wat, scrittore e poeta polacco (n. 1900)
- 1969 - Josef Blösche, militare tedesco (n. 1912)
- 1969 - Frances Teague, attrice statunitense (n. 1905)
- 1970 - John Barbirolli, direttore d'orchestra britannico (n. 1899)
- 1970 - Albert Beuchat, calciatore svizzero (n. 1890)
- 1970 - Carlo De Vecchi, calciatore italiano (n. 1895)
- 1970 - Stanley Edgar Hyman, critico letterario statunitense (n. 1919)
- 1970 - Frankie Lee, attore statunitense (n. 1911)
- 1970 - Ionel Perlea, direttore d'orchestra e compositore rumeno (n. 1900)
- 1970 - Giulia Veronesi, storica dell'architettura e traduttrice italiana (n. 1906)
- 1971 - Pasquale Frustaci, compositore e direttore d'orchestra italiano (n. 1901)
- 1971 - Vitaliano Marchini, scultore e docente italiano (n. 1888)
- 1971 - Eva Tea, storica dell'arte e archeologa italiana (n. 1886)
- 1971 - Dario Wolf, pittore e incisore italiano (n. 1901)
- 1972 - Aleksandr Trofimovič Petrov, calciatore sovietico (n. 1925)
- 1973 - Henri Charrière, scrittore francese (n. 1906)
- 1973 - Adam McLean, calciatore scozzese (n. 1899)
- 1973 - Eileen Percy, attrice britannica (n. 1900)
- 1973 - Julio Adalberto Rivera, militare e politico salvadoregno (n. 1921)
- 1973 - Roger Williamson, pilota automobilistico inglese (n. 1948)
- 1974 - Cass Elliot, cantante statunitense (n. 1941)
- 1974 - Vittorio Cramer, conduttore radiofonico, doppiatore e attore italiano (n. 1907)
- 1974 - Philip Filleul, canottiere britannico (n. 1885)
- 1974 - Georges Janin, calciatore francese (n. 1912)
- 1974 - Erich Kästner, scrittore, giornalista e critico teatrale tedesco (n. 1899)
- 1975 - Dante Figoli, sollevatore italiano (n. 1896)
- 1975 - Achille Lizzi, compositore, direttore d'orchestra e militare italiano (n. 1882)
- 1976 - Mickey Cohen, mafioso statunitense (n. 1913)
- 1976 - André Pottier, ciclista su strada francese (n. 1882)
- 1976 - Nikifor Tarasovič Vasjanka, poeta, traduttore e giornalista sovietico (n. 1903)
- 1977 - Pierre Clastres, antropologo e etnografo francese (n. 1934)
- 1977 - Emilia Cardona, giornalista e scrittrice italiana (n. 1899)
- 1977 - Rune Wenzel, calciatore svedese (n. 1901)
- 1978 - Josef Jacobs, militare e aviatore tedesco (n. 1894)
- 1979 - Giulio Falzoni, pittore italiano (n. 1900)
- 1979 - Norma Koch, costumista statunitense (n. 1898)
- 1979 - Herbert Marcuse, filosofo, sociologo e politologo tedesco (n. 1898)
- 1980 - Filipp Ivanovič Golikov, generale e politico sovietico (n. 1900)
- 1980 - Georg Graf von Plettenberg, militare tedesco (n. 1918)
- 1980 - Eduardo Rovira, musicista e compositore argentino (n. 1925)
- 1981 - Enzo Mascherini, baritono italiano (n. 1910)
- 1981 - Robert Moses, urbanista, funzionario e politico statunitense (n. 1888)
- 1981 - James Edward Walsh, vescovo cattolico e missionario statunitense (n. 1891)
- 1982 - Eliseo Maria Coroli, vescovo cattolico e missionario italiano (n. 1900)
- 1982 - Sep Ruf, architetto tedesco (n. 1908)
- 1982 - Harold Sakata, sollevatore, wrestler e attore statunitense (n. 1920)
- 1982 - Settimio Sorani, antifascista italiano (n. 1899)
- 1982 - Vladimir Koz'mič Zvorykin, ingegnere russo (n. 1889)
- 1983 - Salvatore Bartolotta, carabiniere italiano (n. 1935)
- 1983 - Luis Buñuel, regista, sceneggiatore e produttore cinematografico spagnolo (n. 1900)
- 1983 - Rocco Chinnici, magistrato italiano (n. 1925)
- 1983 - Alfredo Costantini, militare italiano (n. 1960)
- 1983 - Burrill Bernard Crohn, medico statunitense (n. 1884)
- 1983 - Manuel Ferreira, calciatore argentino (n. 1905)
- 1983 - Guillermo Larrazábal, artista spagnolo (n. 1907)
- 1983 - Raymond Massey, attore canadese (n. 1896)
- 1983 - David Niven, attore e scrittore britannico (n. 1910)
- 1983 - Carlo Orlandi, pugile italiano (n. 1910)
- 1983 - Luigi Piccinato, architetto, urbanista e politico italiano (n. 1899)
- 1983 - Luigi Santomauro, meteorologo e giornalista italiano (n. 1909)
- 1983 - Mario Trapassi, carabiniere italiano (n. 1950)
- 1984 - Alberto Bardi, pittore e partigiano italiano (n. 1918)
- 1984 - Woodrow Parfrey, attore statunitense (n. 1922)
- 1984 - Fred Waring, musicista statunitense (n. 1900)
- 1985 - Renato Scionti, politico, partigiano e docente italiano (n. 1909)
- 1986 - Vittorio Chierroni, sciatore alpino italiano (n. 1917)
- 1986 - David Cooper, psichiatra sudafricano (n. 1931)
- 1986 - Nello Falaschi, giocatore di football americano statunitense (n. 1913)
- 1986 - Guido Gillarduzzi, bobbista italiano (n. 1907)
- 1986 - Joe Kopcha, giocatore di football americano statunitense (n. 1905)
- 1986 - Dan Pagis, poeta israeliano (n. 1930)
- 1987 - Mary Davies Wilburn, britannica (n. 1883)
- 1987 - Roberto Pane, storico dell'architettura e architetto italiano (n. 1897)
- 1987 - Abner Rossi, violoncellista, chitarrista e compositore italiano (n. 1908)
- 1988 - Emil Köpplinger, calciatore tedesco (n. 1897)
- 1988 - Umberto Menegalli, schermidore svizzero (n. 1925)
- 1988 - Bonifacio Smerzi, calciatore italiano (n. 1909)
- 1988 - Georges Vuilleumier, calciatore svizzero (n. 1944)
- 1989 - Nancy Andrews, attrice statunitense (n. 1920)
- 1989 - Osvaldo Brandão, allenatore di calcio brasiliano (n. 1916)
- 1989 - Antonio Mosca, poliziotto italiano (n. 1948)
- 1990 - Bruno Kreisky, politico austriaco (n. 1911)
- 1990 - Arthur Samuel, informatico statunitense (n. 1901)
- 1991 - Christian de Castries, generale francese (n. 1902)
- 1991 - Albert Lord, filologo statunitense (n. 1912)
- 1992 - Jeanne-Irène Biya, first lady camerunese (n. 1935)
- 1992 - Marcel Janssens, ciclista su strada belga (n. 1931)
- 1992 - Michel Larocque, hockeista su ghiaccio e dirigente sportivo canadese (n. 1952)
- 1992 - Aristodemo Maniera, politico e partigiano italiano (n. 1903)
- 1992 - Ed Ocampo, cestista e allenatore di pallacanestro filippino (n. 1938)
- 1992 - Dominik Smole, scrittore e drammaturgo jugoslavo (n. 1929)
- 1994 - Grigol Abashidze, scrittore georgiano (n. 1914)
- 1994 - Dorothy Crowfoot Hodgkin, biochimica e cristallografa britannica (n. 1910)
- 1995 - Bruno Da Col, saltatore con gli sci italiano (n. 1913)
- 1995 - Philippe De Lacy, attore statunitense (n. 1917)
- 1995 - Miklós Meszéna, schermidore ungherese (n. 1940)
- 1995 - Moacyr Brondi Daiuto, allenatore di pallacanestro brasiliano (n. 1915)
- 1995 - Severino Varela, calciatore uruguaiano (n. 1913)
- 1996 - Aruna Asaf Ali, educatrice, editrice e attivista indiana (n. 1909)
- 1996 - Laddie Gale, cestista e allenatore di pallacanestro statunitense (n. 1917)
- 1996 - Lorenzo Mazzoleni, alpinista italiano (n. 1966)
- 1996 - Chick Reiser, cestista e allenatore di pallacanestro statunitense (n. 1914)
- 1996 - Marcel Schützenberger, matematico francese (n. 1920)
- 1996 - Rosario Scipio, scrittore e poeta italiano (n. 1910)
- 1997 - John Archer, velocista britannico (n. 1921)
- 1998 - Éric Escoffier, alpinista francese (n. 1960)
- 1998 - Jorge Pacheco Areco, politico uruguaiano (n. 1920)
- 1998 - Jerome Robbins, regista, coreografo e ballerino statunitense (n. 1918)
- 1999 - Anita Carter, cantante statunitense (n. 1933)
- 1999 - Yaguine Koita e Fodé Tounkara, guineano (n. 1984)
- 1999 - Anatolij Solov'janenko, tenore sovietico (n. 1932)
- 1999 - Luca Sportelli, attore italiano (n. 1927)
- 2000 - Carmine De Santis, politico e poliziotto italiano (n. 1951)
- 2000 - Eladio Dieste, ingegnere e architetto uruguaiano (n. 1917)
- 2000 - René Favaloro, cardiochirurgo argentino (n. 1923)
- 2000 - Benny Fenton, allenatore di calcio e calciatore inglese (n. 1918)
- 2000 - Gogliardo Fiaschi, anarchico e partigiano italiano (n. 1930)
- 2000 - Vincenzo Saverio Veneziano, pastore protestante e teologo italiano (n. 1904)

## XXI secolo(114)
- 2001 - Milner Ayala, calciatore paraguaiano (n. 1928)
- 2001 - Edward Gierek, politico polacco (n. 1913)
- 2001 - Silvio Gori, calciatore italiano (n. 1965)
- 2001 - Tommy Millar, calciatore scozzese (n. 1938)
- 2001 - Alex Nicol, attore e regista statunitense (n. 1916)
- 2001 - Tahir Sinani, militare kosovaro (n. 1964)
- 2002 - Elmar Frings, pentatleta tedesco (n. 1939)
- 2002 - Renato Pirocchi, pilota automobilistico italiano (n. 1933)
- 2003 - Sabahudin Bilalović, cestista bosniaco (n. 1960)
- 2003 - Pino Passalacqua, regista e sceneggiatore italiano (n. 1936)
- 2003 - Foday Sankoh, guerrigliero sierraleonese (n. 1937)
- 2003 - Johnny Walker, attore indiano (n. 1926)
- 2004 - Vladimir Fabrikant, cestista francese (n. 1917)
- 2004 - Walter Feit, matematico austriaco (n. 1930)
- 2004 - Carlo Pinelli, compositore italiano (n. 1911)
- 2004 - Wee Tian Siak, cestista taiwanese (n. 1921)
- 2004 - Abdul Rahman bin Sa'ud Al Sa'ud, principe e dirigente sportivo saudita (n. 1946)
- 2005 - Franco Magni, fisiologo italiano (n. 1930)
- 2005 - Italo Mazzero, calciatore italiano (n. 1936)
- 2005 - Pat McCormick, attore e comico statunitense (n. 1927)
- 2005 - Al McKibbon, contrabbassista statunitense (n. 1919)
- 2005 - Hildegarde, cantante e cabarettista statunitense (n. 1906)
- 2006 - Nino Ferrero, giornalista italiano (n. 1926)
- 2006 - Gino Vinicio Gentili, archeologo italiano (n. 1914)
- 2006 - Pierre Vidal-Naquet, storico francese (n. 1930)
- 2007 - Fantino Cocco, giornalista italiano (n. 1936)
- 2007 - Art Davis, contrabbassista statunitense (n. 1934)
- 2007 - Michel Serrault, attore francese (n. 1928)
- 2008 - Debbie Boostrom, modella statunitense (n. 1955)
- 2008 - Bruce Edwards Ivins, biologo statunitense (n. 1946)
- 2008 - Mate Parlov, pugile jugoslavo (n. 1948)
- 2009 - Ivo Giovanelli, pallanuotista jugoslavo (n. 1919)
- 2009 - Jorgji Kona, cestista e pallavolista albanese (n. 1932)
- 2010 - Giancarlo Astrua, ciclista su strada italiano (n. 1927)
- 2010 - Ignacio Coronel Villarreal, criminale messicano (n. 1954)
- 2010 - Alex Wilson, calciatore scozzese (n. 1933)
- 2011 - Enzo Coppini, ciclista su strada italiano (n. 1920)
- 2011 - Claude Laydu, attore belga (n. 1927)
- 2011 - Agapito Lozada, nuotatore filippino (n. 1938)
- 2011 - Nella Martinetti, cantante, musicista e attrice svizzera (n. 1946)
- 2011 - Gene McDaniels, cantante statunitense (n. 1935)
- 2011 - Guido Tessari, hockeista su ghiaccio e allenatore di hockey su ghiaccio italiano (n. 1957)
- 2012 - John Finnegan, attore statunitense (n. 1926)
- 2012 - Dieter Honnecker, calciatore tedesco (n. 1930)
- 2012 - Chris Marker, regista, sceneggiatore e montatore francese (n. 1921)
- 2013 - Ludwig Averkamp, arcivescovo cattolico tedesco (n. 1927)
- 2013 - Christian Benítez, calciatore ecuadoriano (n. 1986)
- 2014 - Giorgio Gaslini, pianista, arrangiatore e compositore italiano (n. 1929)
- 2014 - María Antonia Iglesias, giornalista spagnola (n. 1945)
- 2015 - Giorgio Albani, ciclista su strada e dirigente sportivo italiano (n. 1929)
- 2015 - Mimmo Castellano, designer e fotografo italiano (n. 1932)
- 2016 - José Cabrera, cestista messicano (n. 1921)
- 2016 - Vivean Gray, attrice britannica (n. 1924)
- 2016 - Ken Barrie, doppiatore e cantante britannico (n. 1933)
- 2016 - Anna Maria Jacobini, giornalista italiana (n. 1958)
- 2016 - Braj Kachru, linguista indiano (n. 1932)
- 2016 - Marta Marzotto, modella, stilista e socialite italiana (n. 1931)
- 2016 - Giò Pozzo, giornalista, gastronomo e artigiano italiano (n. 1952)
- 2016 - Giulio Schmidt, politico italiano (n. 1944)
- 2016 - Hugo Vignetti, pilota motociclistico argentino (n. 1946)
- 2016 - Traudl Wallbrecher, teologa tedesca (n. 1923)
- 2016 - Henry Ward, cestista statunitense (n. 1952)
- 2017 - Gianfranco Chessa, allenatore di atletica leggera e dirigente sportivo italiano (n. 1947)
- 2017 - Landon T. Clay, imprenditore e filantropo statunitense (n. 1926)
- 2017 - Media Kashigar, scrittore, poeta e traduttore iraniano (n. 1956)
- 2017 - Redha Malek, politico algerino (n. 1931)
- 2017 - Tony Patrioli, fotografo italiano (n. 1941)
- 2017 - Olivier Strebelle, scultore e ceramista belga (n. 1927)
- 2018 - Umberto Calzolari, giocatore di baseball e dirigente sportivo italiano (n. 1938)
- 2018 - Brian Christopher, wrestler statunitense (n. 1972)
- 2018 - Oliver Dragojević, cantante croato (n. 1947)
- 2018 - Brickhouse Brown, wrestler statunitense (n. 1960)
- 2018 - Vibeke Skofterud, fondista norvegese (n. 1980)
- 2018 - Tomasz Stańko, trombettista e compositore polacco (n. 1942)
- 2018 - Nikolai Volkoff, wrestler statunitense (n. 1947)
- 2019 - Brian Carter, calciatore inglese (n. 1938)
- 2019 - Christian Gaty, fumettista e illustratore francese (n. 1925)
- 2019 - Egil Danielsen, politico e giavellottista norvegese (n. 1933)
- 2019 - Daniele Fagarazzi, fumettista italiano (n. 1944)
- 2019 - Paolo Giaccio, giornalista, autore televisivo e produttore televisivo italiano (n. 1950)
- 2019 - Mona-Liisa Malvalehto, fondista finlandese (n. 1983)
- 2019 - Vasil Metodiev, allenatore di calcio e calciatore bulgaro (n. 1935)
- 2019 - Werner von Moltke, multiplista tedesco (n. 1936)
- 2019 - Archie Roboostoff, calciatore statunitense (n. 1951)
- 2020 - Albin Chalandon, funzionario, banchiere e politico francese (n. 1920)
- 2020 - Andy Haden, rugbista a 15 neozelandese (n. 1950)
- 2020 - Carlos Insaurralde, cestista paraguaiano (n. 1937)
- 2020 - Joe Kernan, politico e imprenditore statunitense (n. 1946)
- 2020 - Norberto Oliosi, velocista italiano (n. 1945)
- 2020 - Perence Shiri, politico e generale zimbabwese (n. 1955)
- 2020 - Giorgio Todde, scrittore e medico italiano (n. 1951)
- 2020 - Don Townsend, calciatore inglese (n. 1930)
- 2021 - Bruno Corazzari, attore italiano (n. 1940)
- 2021 - Carl Levin, politico statunitense (n. 1934)
- 2021 - Susan Reynolds, storica britannica (n. 1929)
- 2021 - Albert Vanhoye, cardinale francese (n. 1923)
- 2021 - Gerardo dos Santos, calciatore brasiliano (n. 1962)
- 2022 - Armenia Balducci, sceneggiatrice, attrice e regista italiana (n. 1937)
- 2022 - Jean Bobet, ciclista su strada francese (n. 1930)
- 2022 - Margot Eskens, cantante e attrice tedesca (n. 1936)
- 2022 - Ralph Lombardo, mafioso statunitense (n. 1930)
- 2022 - Roberto Nobile, attore italiano (n. 1947)
- 2023 - Vittorio Capecchi, sociologo italiano (n. 1938)
- 2023 - Clive Rowlands, allenatore di rugby a 15 e rugbista a 15 gallese (n. 1938)
- 2023 - George Wilson, cestista statunitense (n. 1942)
- 2024 - Robert Fellowes, barone Fellowes, banchiere britannico (n. 1941)
- 2024 - Józef Szmidt, triplista polacco (n. 1935)
- 2025 - Alon Abutbul, attore e doppiatore israeliano (n. 1965)
- 2025 - Paul Day, cantante britannico (n. 1956)
- 2025 - Jean-Pierre Egger, pesista, discobolo e allenatore di atletica leggera svizzero (n. 1943)
- 2025 - Mark Lazarus, calciatore inglese (n. 1938)
- 2025 - Claudio Lazzaro, giornalista e regista italiano (n. 1944)
- 2025 - Paolo Scirpa, artista italiano (n. 1934)
- 2025 - Helmut Swiczinsky, architetto austriaco (n. 1944)